# Håkan Swedenborg
Håkan Axel Jesper Swedenborg, född 1 juli 1904 i Hjo stadsförsamling i dåvarande Skaraborgs län, död 24 maj 1979 i Danderyds församling i Stockholms län, var en svensk ingenjör och direktör. 
Efter akademiska studier blev Swedenborg filosofie kandidat vid Uppsala universitet 1924 men studerade också vid Kungliga Tekniska Högskolan (KTH) där han avlade avgångsexamen 1929 och sedan var förste assistent 1930–1937. Swedenborg var föreståndare för Tekniska röntgencentralen 1937–1941 och verkställande direktör där 1941–1970. Han blev ledamot av Kungliga Ingenjörsvetenskapsakademien (LIVA) 1969 och författade skrifter i ämnena fysik och teknik.
Håkan Swedenborg var son till kontorschefen Karl Gustaf Swedenborg och Ebba Olsén samt bror till Jesper Swedenborg. Han gifte sig 1931 med Kerstin Zandén (1909–1996), dotter till stationsinspektoren O. J. Zandén och Alfhild Dahlgren.